# Phaethornis squalidus
Phaethornis squalidus là một loài chim trong họ Trochilidae.